# Commission du Vieux Paris
La Commission du Vieux Paris (CVP) è una commissione municipale parigina, creata nel 1897 con la missione principale di riflettere sul patrimonio e sulla politica urbanistica della città di Parigi e di emettere pareri non vincolanti.

## Storia
La commissione venne istituita il 18 dicembre 1897 dal prefetto della Senna, Justin Germain Casimir de Selves, su proposta di Alfred Lamouroux depositata il 15 novembre precedente in consiglio comunale. Prestava particolare attenzione alla conservazione e valorizzazione degli edifici, dei siti e dei quartieri parigini, nonché dei resti archeologici.
La Commission du Vieux Paris si riunisce ogni mese per esaminare i permessi di demolizione presentati al dipartimento di pianificazione urbana della città di Parigi e per discutere sul patrimonio parigino del momento. Emette pareri consultivi. Ad esempio, salvò parte del Marais e il quartiere di Saint-Germain-des-Prés dalla distruzione in un momento in cui si parlava di estendere la rue de Rennes fino alla Senna.
Dopo aver occupato l'Hôtel de Chalon-Luxembourg (4º arrondissement) e poi la Rotonde de la Villette (19º arrondissement), si è trasferita, nel 2004, all'hotel Cromot du Bourg, situato in rue Cadet (9º arrondissement, parzialmente ristrutturato per questo uso.
Sin dall'inizio è stato pubblicato il verbale delle riunioni. Tra il 1978 e il 2001 la Commissione ha pubblicato i Cahiers de la Rotonde ISSN 0183-536X; poi, dal 2004, la rivista semestrale Paris Patrimoine : Histoire de l'architecture et archéologie ISSN 1772-3094. Dal 2006, i resoconti illustrati delle sue sessioni sono disponibili sul sito web del municipio di Parigi.
La segreteria permanente della Commissione è assicurata dal dipartimento di Storia dell'architettura e dell'archeologia di Parigi, servizio della direzione degli Affari culturali che è anche il servizio archeologico comunale. I suoi locali si trovano nel 18º arrondissement.
Sebbene i pareri della Commissione rimangano consultivi, l'esperienza dei componenti conferisce ai pareri espressi un certo peso. Questi avvisi, chiamati «vœux» , sono trasmessi al sindaco di Parigi e pubblicati nel Bulletin municipal officiel (BMO).
Durante il mandato di Bertrand Delanoë, la commissione si oppose al consiglio comunale in merito ai siti di demolizione (nella loro interezza o per alcuni elementi degli edifici) della sala Freyssinet (che il Ministero della Cultura ha infine classificato Monumento Storico), le serre di Auteuil, lo stadio Jean-Bouin, la piscina Molitor, il cinema Le Louxor nonché l'ufficio postale centrale del Louvre e La Samaritaine, gli ultimi due destinati ad ospitare hotel di lusso. La Commissione ha anche accusato la città del degrado delle chiese e del sacrificio dell'architettura antica.
Nell'agosto 2014 , Le Canard enchaîné affermava che il nuovo sindaco di Parigi, Anne Hidalgo (assistente all'urbanistica nel precedente mandato) intendeva seppellire la Commission du Vieux Paris rinnovandola ampiamente, in particolare selezionando lei stessa i fascicoli e imponendo il segreto dei dibattiti. Alla fine, questo progetto, che non è stato convalidato dal Consiglio di Parigi, non è andato a buon fine. Nel settembre 2014 sono stati nominati nuovi membri della Commissione. Il presidente è Bernard Gaudillère, consigliere di Parigi ed ex capo di stato maggiore di Bertrand Delanoë.
Nel 2020, il Comune di Parigi ha ribadito la volontà di rimodellare la Commissione, a rischio di riaccendere le polemiche. Infine, all'inizio del 2021, è stato un membro dell'opposizione, Jean-François Legaret, a essere scelto a presiedere la Commissione, succedendo a Bernard Gaudillère.

## Membri
La Commissione conta 55 membri, che riuniscono tre tipi di personaggi interessati alle questioni del patrimonio: membri eletti dal Consiglio di Parigi, dai servizi amministrativi e rappresentanti della società civile (esperti, accademici, giornalisti e presidenti di associazioni). Questo confronto tripartito consente di riunire personalità complementari e radica i dibattiti nelle notizie scientifiche e sul patrimonio.
Tradizionalmente, i membri erano nominati a vita al fine di rafforzare la loro indipendenza ed evitare pressioni da parte dell'esecutivo municipale. Dal 2003 i 55 membri restano in carica per la durata del mandato, secondo le prescrizioni del Codice generale degli enti locali. I 15 eletti sono nominati dal Consiglio di Parigi. Le personalità qualificate sono nominate dal sindaco di Parigi.

## Elenco dei segretari generali
- Lucien Lambeau, segretario generale dal 1897 al 1914, membro fino alla sua morte nel 1927.
- Marcel Poëte, segretario generale dal 1914 al 1920, membro fino alla sua morte nel 1950.
- Michel Fleury, segretario nel 1955, poi vicepresidente dal 1975 al 2001.
- François Loyer, vicepresidente, segretario generale dal 2002 al 2007.
- Marie-Jeanne Dumont, Segretario Generale da settembre 2007 a maggio 2011.
- François Robichon, Segretario Generale da novembre 2011 a novembre 2013.
- Daniel Imbert, segretario generale da novembre 2013 a febbraio 2020.
- Simon Texier, Segretario generale da marzo 2021.